# Ouratea elegans
Ouratea elegans är en tvåhjärtbladig växtart som beskrevs av Ignatz Urban. Ouratea elegans ingår i släktet Ouratea och familjen Ochnaceae. Inga underarter finns listade i Catalogue of Life.